# Paulina Zbyszewska
Paulina Wiktoria Rozalia Zbyszewska (ur. 30 czerwca 1822 w Kurowie, zm. 1 września 1892 w Warszawie) – działaczka patriotyczna i kobieca.
Urodziła się w bogatej ziemiańskiej rodzinie, była córką właściciela Markuszowa, Kurowa i Olesina – Grzegorza (1789-1856) i Barbary z Moraczewskich (1796-1850). Miała brata Wiktoryna (1816-1883), który dwa lata po śmierci ojca przejął dobra Markuszów (spłacając Paulinę sumą 27 tys. rubli w srebrze). Otrzymała staranne wykształcenie - m.in. w Paryżu uczęszczała na wykłady Julesa Micheleta a w Berlinie Georga Hegla. Tadeusz Boy-Żeleński tak ją scharakteryzował:  mówiła płynnie kilkoma językami. Rozprawiała o ekonomii politycznej równie biegle jak o sztuce; nie mniej dobrze znała matematykę, nauki przyrodnicze itd. Śpiewała i grała na fortepianie, próbowała również pisać wiersze i komponować utwory muzyczne. W latach 1839–1842 odbyła podróż po Włoszech, gdzie poznała gorącego szermierza ideałów demokratycznego Walerego Wielogłowskiego (1805-1865) który wpłynął na ukształtowanie się jej poglądów.   
Po powrocie do kraju poznała z początkiem 1844 Narcyzę Żmichowską i pod jej wpływem weszła do grupy Entuzjastek.  Żmichowska po krótkim pobycie u rodziny Turnów w Obiezierzu w 1845 roku przyjechała do Zbyszewskiej do jej majątku w Kurowie. W trakcie tego pobytu pokochały się nawiązując silną emocjonalną więź. Świadczy o tym ich zachowana korespondencja. Zbyszewska jednak nie do końca odwzajemniła uczucia Żmichowskiej i doszło do zerwania. Ta intensywna znajomość stała się dla Narcyzy Żmichowskiej  inspiracją do napisania "Poganki", powieści o toksycznej miłości idealistycznego młodzieńca do cynicznej kobiety Aspazji, w której pierwowzorem głównej bohaterki jest Paulina, a Żmichowską można zidentyfikować jako jej nieszczęśliwego kochanka Benjamina. Od 1847 współpracowały ze sobą w  konspiracyjnej Organizacji kierowanej przez Edwarda Domaszewskiego a następnie Henryka Krajewskiego. W październiku 1849 roku zostały aresztowane wraz z innymi działaczami konspiracji i osadzone w klasztorze karmelitanek w Lublinie. Tutaj Żmichowska odmówiła współpracy ze śledczymi i nikogo nie zdradziła. Inaczej zachowała się Zbyszewska, która wyraziła skruchę i przeprosiła za nielojalność wobec caratu. W grudniu 1849 została dzięki interwencji byłego marszałka szlachty lubelskiej Jana Jezierskiego wypuszczona z więzienia i powróciła do Kurowa. Był to jednocześnie kres jej znajomości ze Żmichowską, która po opuszczeniu więzienia w 1852 nie wybaczyła jej takiego postępowania.  
W 1857 r. po śmierci rodziców odbyła podróż do Paryża, z której powróciła w 1860 i zamieszkała w Lublinie. Członkini Lubelskiego Towarzystwa Dobroczynności, gdzie udzielała się jako opiekunka w Zakładzie Sierot. Pod koniec życia mieszkała w Warszawie, gdzie zakupiła dom przy ul. Mazowieckiej 5. Członkini Towarzystwa Zachęty Sztuk Pięknych w Warszawie. Prowadziła szeroką działalność charytatywną, m.in. założyła w 1890 ochronkę dla dzieci nr 27 im. Zbyszewskich w Warszawie, przy ul. Kruczej. Nie wyszła za mąż. W swym testamencie zapisała kwotę 15 000 rubli srebrnych na rzecz wspomnianej ochronki, nadto przeznaczyła legat w wysokości 15.000 r.s. dla kasy Mianowskiego oraz legat 10 000 rs. na warszawską szkołę rzemiosł. Pochowana w grobowcu rodzinnym na Starych Powązkach.